# Nereo Alfieri
Nereo Alfieri (Loreto, 3 novembre 1914 – Ferrara, 10 dicembre 1995) è stato un archeologo italiano.
Fu uno degli studiosi più eminenti nel campo della topografia dell'Età antica e dell'Alto Medioevo.

## Biografia

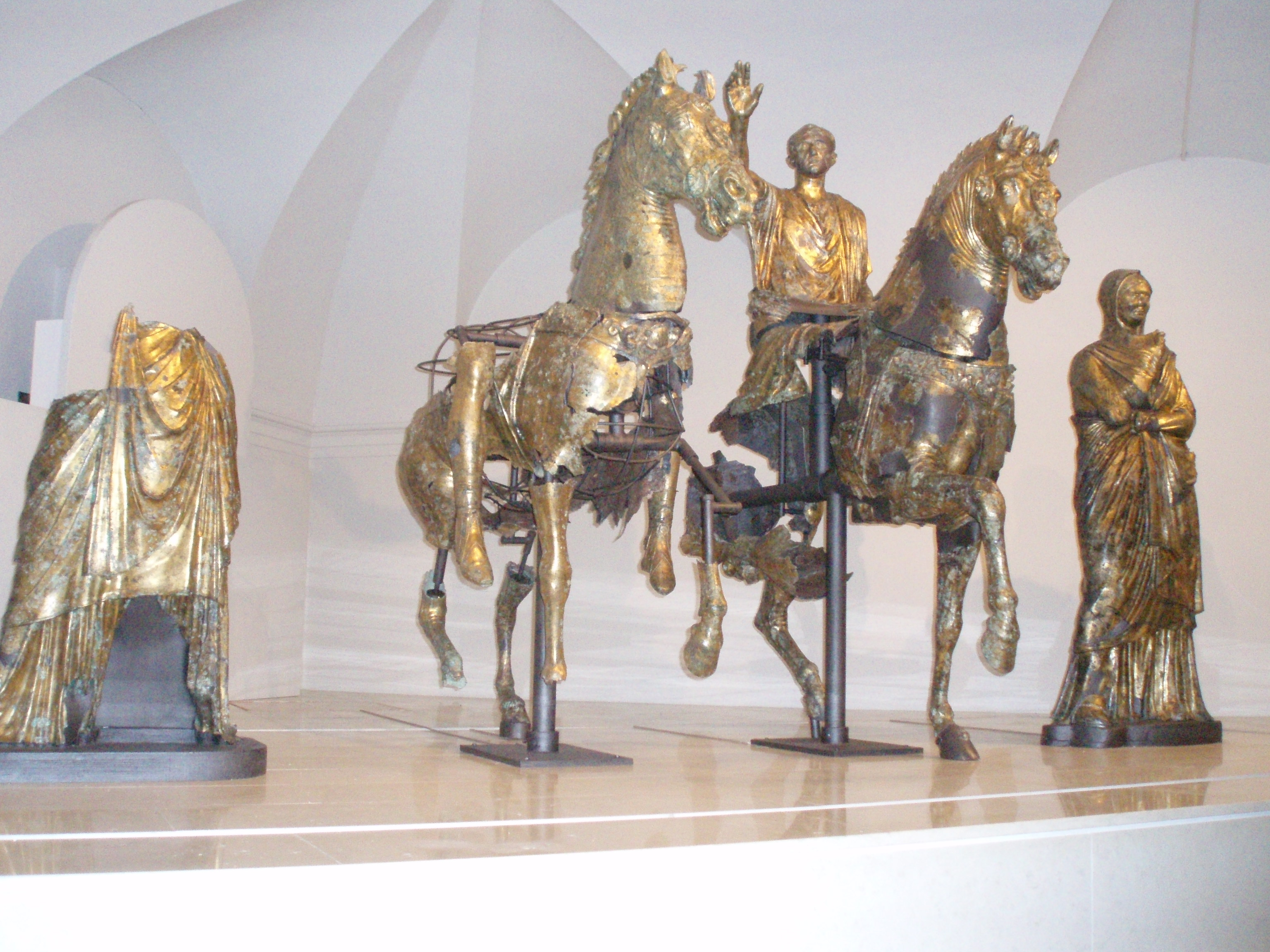
Nereo Alfieri ebbe un ruolo rilevante nel recupero dei Bronzi Dorati di Cartoceto

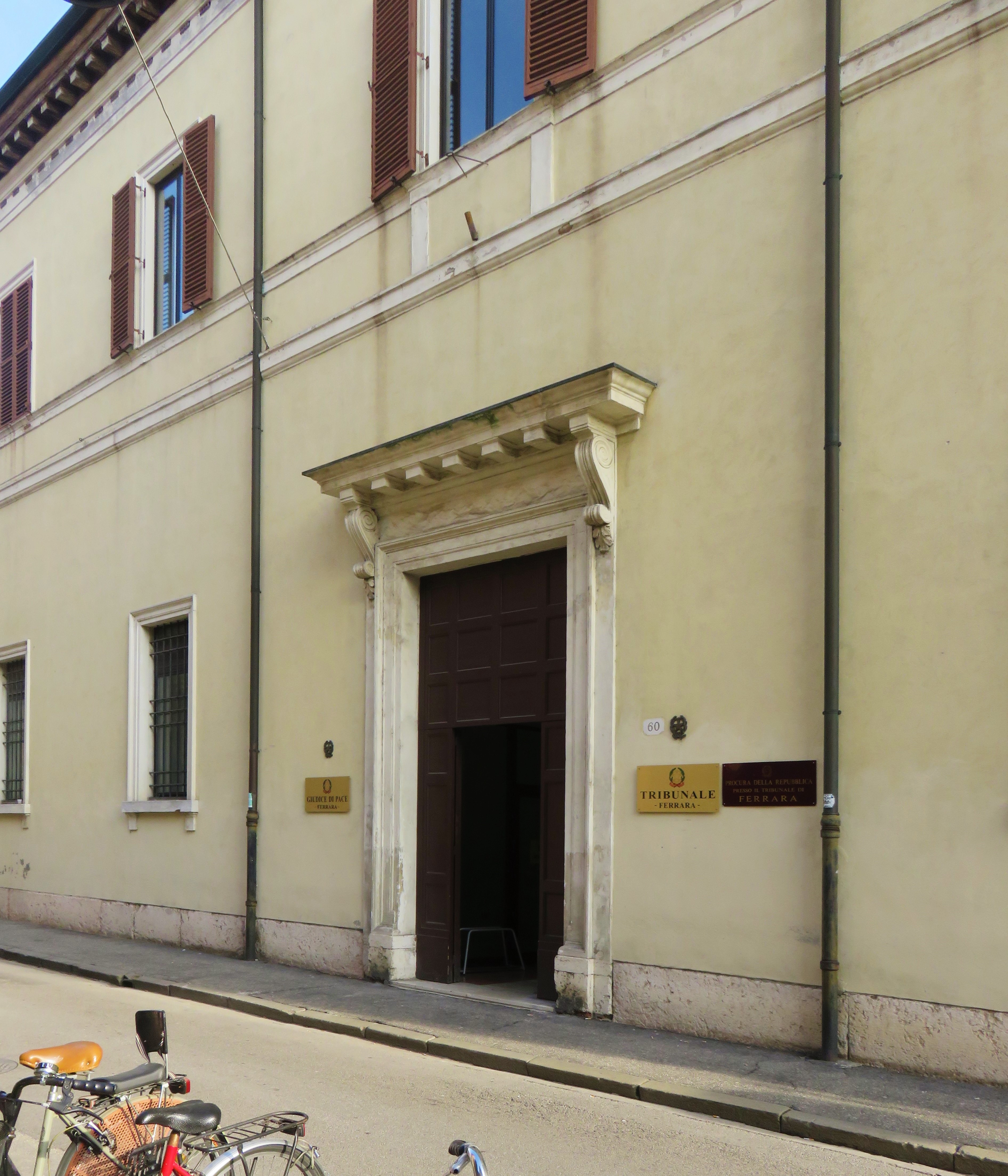
La vecchia sede del Liceo Ariosto di Ferrara, ove Nereo Alfieri insegnò

Iniziò la sua carriera come ispettore presso la Soprintendenza Archeologica di Ancona negli anni Trenta e Quaranta del Novecento. Durante i difficili anni seguiti alla Seconda Guerra Mondiale, lavorava presso il Museo Archeologico Nazionale di Ancona, che era stato distrutto dai bombardamenti; ebbe in quegli anni un ruolo rilevante nella scoperta dei Bronzi di Cartoceto e impedì che essi fossero venduti ad un museo estero. Nonostante i disagi derivati dai bombardamenti che avevano semidistrutto la sede del Museo, egli si recò sul luogo del ritrovamento e prese possesso dei frammenti di bronzo dorato che erano appena stati scavati, mentre il proprietario del terreno si era recato urgentemente a Roma; sospettando che il viaggio improvviso fosse dovuto all'intenzione di contattare il mercato antiquario clandestino, il dipendente sequestrò i reperti nel nome dello Stato e fece in modo di farsi consegnare altri frammenti precedentemente occultati. Nel frattempo avvertì i Carabinieri di Roma, che controllarono l'attività degli antiquari della capitale per prevenire un'eventuale vendita illegale.
Successivamente si trasferì in Emilia, dove rimase fino a quando l'Università di Bologna lo chiamò a ricoprire la cattedra di Topografia dell'Italia Antica, che mantenne in qualità di professore emerito anche dopo l'abbandono dell’insegnamento.
Fu direttore dal 1947 del Museo archeologico nazionale di Ferrara e seguì dal 1954 al 1960 lo scavo della necropoli di Valle Pega di Spina, inizialmente con l'allora Soprintendente Paolo Enrico Arias. Nonostante le restizioni allora in vigore sulle riprese aerofotografiche, negli anni cinquanta del Novecento Nereo Alfieri e Vitale Valvassori riuscirono ad effettuare voli sull'abitato greco-etrusco di Spina, fornendo un raro esempio in Italia di impiego sistematico della fotografia aerea per lo studio delle zone archeologiche; tali studi rimangono perciò nella storia dell'archeologia italiana.
Alfieri si occupò delle indagini archeologiche nelle Marche, collaborando con l'Università di Macerata per quasi un trentennio, fino al suo passaggio all'Università di Bologna che gli affidò la cattedra di Topografia dell'Italia antica, che mantenne in qualità di professore emerito dopo l'abbandono dell'insegnamento.
Fu insegnante presso il liceo Ariosto di Ferrara e, a lui dedicato, è attivo un laboratorio organizzato in quel liceo ed è inoltre presente l'associazione Arch’è – Associazione Culturale Nereo Alfieri.
L'archeologo lauretano ci lascia fondamentali lavori sulla battaglia del Metauro, sulle divisioni agrarie romane, sui fiumi e la viabilità del Piceno e dell'Umbria, sui porti e gli approdi costieri nelle Marche durante il Medioevo, sulla storia antica del territorio costiero dell'Emilia e della Romagna.

## Opere principali
- Topografia storica d'Ancona antica, in Atti e memorie Regia Deputazione di storia patria per le Marche, ser. V, vol. 2-3, Ancona, R. Deputazione di storia patria per le Marche, 1938,  pp. 151-236.
- La *battaglia del lago Plestino
- La *battaglia del Metauro (207 a.C.)
- Cento anni di studi sulla regione marchigiana nell'antichità
- Scritti di topografia antica sulle Marche / in memoria di Nereo Alfieri ; con un contributo di Lidio Gasperini; a cura di Gianfranco Paci. - Tivoli: Tipigraf, 2000
- Augusto Vasina e Nereo Alfieri, Storia di Ferrara. 5. Il basso medioevo, XII - XIV., Ferrara, Corbo, 1987, OCLC 645153532.
- Spina (in collaborazione con P. E. Arias e M. Hirmer), Monaco 1958.
- Topografia antica e aerofotografia a Spina, in Colloque international d’archéologie aérienne (Paris 1963), I, Paris 1964, pp. 155-160.
- Ricerche paleogeografiche e topografico-storiche sul territorio di Loreto (in collaborazione con E. Forlani e F. Grimaldi), in «Studia Picena», 33-34 (1965-66), pp. 1-59.